# Anna Orlova
Anna Orlova (23. august 1972 i Riga i Lettiske SSR) er en tidligere lettisk kælker, som deltog ved i alt seks olympiske vinterlege mellem 1992 og 2010. Hun vandt sølvmedaljen ved mixed team-konkurrencen under VM i kælk 2003 i Sigulda, og endte på en fjerdeplads i kvindernes singlekælk ved de samme mesterskaber.
Orlova vandt også to medaljer i mixed team-konkurrencen under EM i kælk, med en guldmedalje i 2010 og en bronzemedalje i 2006. Det bedste individuelle resultat opnåede hun med en sjetteplads under EM i kælk 2010 i Sigulda.
Hendes bedste placering ved Vinter-OL var en syvendeplads ved kvindernes singlekælk i Torino under Vinter-OL 2006. Hun opnåede en trettendeplads i samme disciplin under Vinter-OL 2010 i Vancouver.
Orlova er én af tre letter, der har deltaget ved mindst seks olympiske lege. De to andre er skiskytte Ilmārs Bricis (seks vinterlege) og skytte Afanasijs Kuzmins (otte sommerlege). Hun er den første sportsudøver der har konkurreret på kælk seks gange ved OL – italieneren Gerda Weissensteiner konkurrerede fire gange på kælk og to gange i bobslæde ved OL.